# Puszkino (Kraj Nadmorski)
Puszkino (ros. Пушкино) – wieś (sieło) w Rosji, w Kraju Nadmorskim, w okręgu miejskim Ussuryjska. W 2021 liczyła 1 mieszkańca.